# Муравей (Нижегородская область)
 Муравей  — поселок в Починковском районе Нижегородской области. 

## География
Находится в южной части Нижегородской области на расстоянии приблизительно 17 километров по прямой на север от села Починки, административного центра района.  

## История
До 2020 года находился в составе Ужовского сельсовета.

## Население
Постоянное население составляло 21 человек (русские 100%) в 2002 году, 18 в 2010.